# 宣禧王后
宣禧王后（선희왕후，？—1126年）金氏，慶州人，大卿金良儉之女，在順宗王勳為東宮時納入宮，得順宗寵幸，但家翁文宗王徽並不喜歡她，後來金氏因此而出宮，所以她無子。
出宮後，金氏被稱為延福宮主。她歷宣宗、獻宗、肅宗、睿宗、仁宗五朝，才在仁宗四年二月（1126年）去世，仁宗追贈諡號宣禧王后，四年後祔順宗廟。
後來在仁宗十八年四月加號恭懿，高宗四十年十月加號和順，全稱恭懿和順宣禧王后。

## 附註
1. ↑  《高麗史》88卷-列傳1-后妃1-079-宣禧王后金氏
  - 順宗在東宮選入宮，有寵，然文宗惡之，　還外第故，終無子。
2. ↑  《高麗史》88卷-列傳1-后妃1-079-宣禧王后金氏
  - 仁宗四年二月卒，追謚宣禧王后。八年四月，命有司　于大廟　順宗廟。